# Georg Michel (Linguist)
Georg Michel (* 22. Dezember 1926 in Blankenhagen; † 2. Januar 1999) war ein deutscher Linguist und Hochschullehrer.

## Leben und Wirken
Georg Michel studierte von 1955 bis 1960 Germanistik an der Pädagogischen Hochschule Potsdam. Nach seinem Staatsexamen 1960 war er bis 1969 wissenschaftlicher Mitarbeiter dieser Hochschule und promovierte dort 1964 zum Dr. phil. bei Wilhelm Schmidt über „Sprachliche Bedingungen der Wortwahl“. Im Jahre 1970 habilitierte er sich für Sprachwissenschaft und lehrte an der PH Potsdam bis 1971 als Hochschuldozent. Von 1971 bis 1973 war er ordentlicher Professor für Deutsche Sprache an der Pädagogischen Hochschule Güstrow. Von 1973 bis zum Eintritt in den Ruhestand 1991 war er dann Ordinarius für Germanistische Sprachwissenschaft an der Pädagogischen Hochschule Potsdam bzw. später der Universität Potsdam.
In seinen Veröffentlichungen beschäftigte sich Georg Michel vor allem mit der Stilistik der deutschen Sprache.

## Veröffentlichungen (Auswahl)
- (Mitautor): Einführung in die Methodik der Stiluntersuchung. Ein Lehr- und Übungsbuch für Studierende. Volk und Wissen, Berlin 1968.
- Ästhetischer Sprachgebrauch und künstlerischer Sprachstil. In: Linguistische Studien, Bd. 50 (1978), S. 40–70.
- (Hrsg.): Texte und Aufgaben zur Sprachtheorie. Bibliographisches Institut, Leipzig 1979.
- (Hrsg.): Zum Tätigkeitsaspekt und Systemaspekt der Sprache. Pädagogische Hochschule Potsdam 1979.
- mit Ludwig Wilske (Hrsg.): Funktional-kommunikative Sprachbeschreibung. Text und Textrezeption. Pädagogische Hochschule Potsdam 1983.
- mit Ludwig Wilske (Hrsg.): Beiträge zur funktional-kommunikativen Beschreibung von Fremdsprachen. Pädagogische Hochschule Potsdam 1983.
- (Mitautor): Grundfragen der Kommunikationsbefähigung. Bibliographisches Institut, Leipzig 1985.
- (Mitautor): Sprachliche Kommunikation. Einführung und Übungen. 2. Auflage. Bibliographisches Institut, Leipzig 1988.
- (Hrsg., mit Wolf-Dieter Krause): Sprachliche Felder und Textsorten. Pädagogische Hochschule Potsdam 1988.
- (Hrsg., mit Hanna Harnisch): Funktional-kommunikative Aspekte des Sprachsystems und des Textes. Pädagogische Hochschule Potsdam 1988.
- (mit Wolfgang Fleischer u. Günter Starke): Stilistik der deutschen Gegenwartssprache. Lang, Frankfurt am Main 1993, ISBN 3-631-44771-X (2. Aufl. 1996, ISBN 3-631-30640-7, die erste Ausgabe erschien 1975).
- (Mitautor): Wörterbuch für den Deutschunterricht. Begriffe und Definitionen. Volk- und Wissen-Verlag, Berlin 1996, ISBN 3-06-100970-1.
- Stilistische Textanalyse. Hrsg. von Karl-Heinz Siehr (= Sprache – System und Tätigkeit. Bd. 38). Lang, Frankfurt am Main 2001, ISBN 3-631-36186-6.

Festschrift
- Christine Kessler, Karl-Ernst Sommerfeldt (Hrsg.): Sprachsystem - Text - Stil. Festschrift für Georg Michel und Günter Starke zum 70. Geburtstag (= Sprache - System und Tätigkeit. Bd. 20). Lang, Frankfurt am Main 1997, ISBN 3-631-49326-6.